# Svay Theab
Huyện Svay Theab (tiếng Khmer: ស្វាយទាប) là một huyện nằm ở tỉnh Svay Rieng, Campuchia. Người Việt thường phiên âm Svay Theab sang tiếng Việt là Soài Tiếp hay Soài Tép. Huyện được chia thành 11 xã và 86 làng. Đa số dân ở đây sống bằng nghề nông.
- xã Chrak Mtes: Kampout Skear, Thnal Cheat, Chrak Mtes, Prey Phdau, Sameakki, Thnal Totueng, Dambouk Chuor, Tuol Ampil, Veal, Kampout Pras, Sala Tean, Prey Tob, Bat Sloek, Thmei, Thlok
- xã Kokir Saom: Sangkom, Kampout Tuk, Tbaeng, Chheu Teal, Prey Ta Thuek, Tuol Angk, Veal, Bat Thang
- xã Kandieng Reay: Prasoutr Ti Muoy, Prasoutr Ti Pir, Banteay, Thnal Kaeng, Lieb, Kbal Thnal, Daeum Pou, Kandieng Reay, Chub
- xã Monourom: Ou Ta Mou, Monourom
- xã Popeaek: Thlok Pring, Thnal Kaeng, Kampong Roteh, Tuol Chres, Kampout Mreak, Svay Koy
- xã Prey Ta Ei: Ta Paonh, Trapeang Ta Ei, Trapeang Phlang, Svay Ph'aem, Trapeang Chak, Trapeang Sbov
- thị trấn Prasout: Prey Rumduol, Pou Vong, Angk Svay, Tuol Trabaek, Chheu Teal, Prey Totueng, Prey Ta Yueng, Prey Tuol, Angk Ta Mouk
- xã Romeang Thkaol: Tonlieng, Svay, Khnor, Khcheay, Ruessei Chongruk, Kranhung, Prey Thnong, Baek Chan, Romeang Thkaol
- xã Sambuor: Tuol Angkob, Thmei, Trapeang Ampil, Prey Totueng, Ou K'am, Sangkruoh, Sambuor, Prey Samphor
- xã Sangkhoar: Thmei, Bak Ronoas, Thlok, Srama Chrum, Chambak Peam, Preah Tonle, Pophlea, Ak Neak
- xã Svay Rumpea: Angkrong, Tuol Ampil, Srma, Kanhchhaet, Kak, Svay Thum

Rạch Tầm Long, là sông bắt nguồn từ Soài Tiếp, và là chi lưu của sông Hưng Hòa (Vàm Cỏ Tây) trong bản đồ tỉnh Gia Định của Nam Kỳ Lục tỉnh năm 1861-1863.

(Khet) Svay Teep (Soài Tiếp-Soài Riêng) năm 1878, trước khi Pháp hoạch định lại biên giới Nam Kỳ thuộc Pháp và Campuchia năm 1889.

(Khet) Svai Teep (Soài Tiếp-Soài Riêng) năm 1884.

Bản đồ (Khet) Svai Teep vào năm 1889, sau khi người Pháp điểu chỉnh biên giới giữa Nam Kỳ (Cochichine) thuộc Pháp với Cao Miên (Cambodja) thuộc Pháp. (Biên giới cũ giữa Cao Miên-(Nam Kỳ Lục tỉnh), nằm dọc theo nhánh sông Tầm Dương (thượng lưu của sông Vàm Cỏ Tây).

(Khet) Svai Teep (Soài Tiếp-Soài Riêng) năm 1889, được nhập vào lãnh thổ Campuchia và thuộc quản hạt của Baphnum.

(Khet) Svai Teep (Soài Tiếp-Soài Riêng) năm 1901. (Biên giới cũ giữa Cao Miên-(Nam Kỳ Lục tỉnh) nhà Nguyễn, nằm dọc theo nhánh sông Tầm Dương (thượng lưu của sông Vàm Cỏ Tây). Biên giới Cao Miên-Nam Kỳ thuộc Pháp là biên giới như ngày nay.)

Vùng đất Soài Tiếp Soài Riêng năm 1906.

Huyện Svay Theab là một huyện biên giới với Việt Nam: phía đông giáp huyện Bến Cầu, phía đông bắc tiếp giáp với huyện Châu Thành, đều của tỉnh Tây Ninh. Svay Theab có phía bắc giáp với huyện Romdoul, phía tây bắc là huyện Svay Chrum, góc phía tây là thị xã Svay Rieng, phía tây nam và nam là huyện Kampong Rou, phía nam và đông nam là huyện Chantrea, đều là các huyện cùng tỉnh. Thị trấn huyện lị Prasout (Lò Sút) nằm bên đường Quốc lộ 1 (Campuchia), ở phía nam xã Kandieng Reay. Xã Kandieng Reay (xưa gọi là Điên Rây, Sroc Liep hay Soc Liep), nằm tại vị trí xưa là ngã ba rạch Tầm Long (rạch Cái Rô hay Vàm Rồ) nối vào rạnh Soài Giang (Xoài Giang, rạch Bào hay Vàm Bào), (thời thuộc đất tỉnh Gia Định nhà Nguyễn Việt Nam). Rạch Soài Giang là con rạch xưa nối giữa hai sông Vàm Cỏ Đông với Vàm Cỏ Tây. Rạch này nối với sông Vàm Cỏ Đông tại ranh giới giữa huyện Bến Cầu với xã Cẩm Giang, Gò Dầu tỉnh Tây Ninh Việt Nam, và nối với Vàm Cỏ Tây (rạch Long Khốt) tại xã Thái Trị huyện Vĩnh Hưng, Long An. Rạch Soài Giang chạy dọc phía nam huyện Svay Theab gần như song song với quốc lộ 1. Rạch Tầm Long nối rạch Xoài Giang với Vàm Cỏ Tây ở dưới hạ lưu tại huyện Mộc Hóa tỉnh Long An, chảy sang phía nam qua các huyện Kampong Rou và Chantrea.